# Antillotolania doramariae
Antillotolania doramariae är en insektsart som beskrevs av Ramos 1957. Antillotolania doramariae ingår i släktet Antillotolania och familjen hornstritar. Inga underarter finns listade i Catalogue of Life.